# Eric Fellner
Eric Fellner, CBE (1959) é um produtor de cinema da Inglaterra nomeado ao Academy Award.

## Carreira
Fellner trabalha com a Working Title Films em Londres com Tim Bevan. Entre os mais de sessenta filmes como produtor ou produtor executivos de Fellner estão: Moonlight and Valentino, Four Weddings and a Funeral, Dead Man Walking,  Fargo, Notting Hill, United 93 e Bridget Jones's Diary. 
Working Title Films assinou um contrato com a Universal Studios em 1999 por 600 milhões de dólares, que deram a Bevan e Fellner o poder de comissionar projetos com um orçamento de até 35 milhões de dólares sem terem de consultar ninguém. A Working Title é agora a maios companhia de produção independente britânica em Londres e Los Angeles. Sucessos incluem Four Weddings and a Funeral (1994), Dead Man Walking, Fargo, Elizabeth (1998) e Atonement (2007).

## Filmografia
Ele foi o produtor de todos os filmes, a menos que indicado de outra forma.

### Filmes
| Ano  | Filme                             | Creditos           |
| ---- | --------------------------------- | ------------------ |
| 1986 | Sid and Nancy                     |                    |
| 1987 | Straight to Hell                  |                    |
| 1989 | The Rachel Papers                 | Produtor executivo |
| 1990 | Hidden Agenda                     |                    |
| 1991 | A Kiss Before Dying               | Produtor executivo |
| 1991 | Year of the Gun                   | Produtor executivo |
| 1991 | Liebestraum                       |                    |
| 1992 | Wild West                         |                    |
| 1993 | Posse                             | Produtor executivo |
| 1993 | No Worries                        |                    |
| 1993 | Romeo Is Bleeding                 | Produtor executivo |
| 1993 | The Hawk                          | Produtor executivo |
| 1994 | Four Weddings and a Funeral       | Produtor executivo |
| 1994 | The Hudsucker Proxy               | Produtor executivo |
| 1995 | Panther                           | Produtor executivo |
| 1995 | French Kiss                       |                    |
| 1995 | Moonlight and Valentino           |                    |
| 1995 | Dead Man Walking                  | Produtor executivo |
| 1996 | Loch Ness                         |                    |
| 1996 | Fargo                             | Produtor executivo |
| 1997 | Bean                              |                    |
| 1997 | The Matchmaker                    |                    |
| 1997 | The Borrowers                     |                    |
| 1998 | The Big Lebowski                  | Produtor executivo |
| 1998 | What Rats Won't Do                |                    |
| 1998 | Elizabeth                         |                    |
| 1998 | The Hi-Lo Country                 |                    |
| 1999 | Plunkett & Macleane               |                    |
| 1999 | Notting Hill                      | Produtor executivo |
| 2000 | O Brother, Where Art Thou?        | Produtor executivo |
| 2000 | The Man Who Cried                 | Produtor executivo |
| 2001 | Bridget Jones's Diary             |                    |
| 2001 | Captain Corelli's Mandolin        |                    |
| 2001 | The Man Who Wasn't There          | Produtor executivo |
| 2002 | Long Time Dead                    | Produtor executivo |
| 2002 | 40 Days and 40 Nights             |                    |
| 2002 | Ali G Indahouse                   |                    |
| 2002 | About a Boy                       |                    |
| 2002 | My Little Eye                     | Produtor executivo |
| 2002 | The Guru                          |                    |
| 2003 | Thirteen                          | Produtor executivo |
| 2003 | The Shape of Things               | Produtor executivo |
| 2003 | Ned Kelly                         | Produtor executivo |
| 2003 | Johnny English                    |                    |
| 2003 | The Italian Job                   | Produtor executivo |
| 2003 | Gettin' Square                    | Produtor executivo |
| 2003 | Love Actually                     |                    |
| 2004 | Shaun of the Dead                 | Produtor executivo |
| 2004 | The Calcium Kid                   |                    |
| 2004 | Thunderbirds                      |                    |
| 2004 | Mickybo and Me                    | Produtor executivo |
| 2004 | Wimbledon                         |                    |
| 2004 | Inside I'm Dancing                | Produtor executivo |
| 2004 | Bridget Jones: The Edge of Reason |                    |
| 2005 | The Interpreter                   |                    |
| 2005 | Pride & Prejudice                 |                    |
| 2005 | Nanny McPhee                      |                    |
| 2006 | No. 2                             | Produtor executivo |
| 2006 | United 93                         |                    |
| 2006 | Catch a Fire                      |                    |
| 2006 | Sixty Six                         |                    |
| 2006 | Gone                              | Produtor executivo |
| 2006 | Smokin' Aces                      |                    |
| 2007 | Hot Fuzz                          |                    |
| 2007 | Mr. Bean's Holiday                |                    |
| 2007 | Atonement                         |                    |
| 2007 | Elizabeth: The Golden Age         |                    |
| 2008 | Definitely, Maybe                 |                    |
| 2008 | Wild Child                        |                    |
| 2008 | Burn After Reading                | Produtor executivo |
| 2008 | Frost/Nixon                       |                    |
| 2009 | The Boat That Rocked              |                    |
| 2009 | State of Play                     |                    |
| 2009 | The Soloist                       | Produtor executivo |
| 2009 | A Serious Man                     | Produtor executivo |
| 2010 | Green Zone                        |                    |
| 2010 | Nanny McPhee and the Big Bang     |                    |
| 2011 | Paul                              |                    |
| 2011 | Tinker Tailor Soldier Spy         |                    |
| 2011 | Johnny English Reborn             |                    |
| 2012 | Contraband                        |                    |
| 2012 | Big Miracle                       |                    |
| 2012 | Anna Karenina                     |                    |
| 2012 | Les Misérables                    |                    |
| 2013 | I Give It a Year                  |                    |
| 2013 | About Time                        |                    |
| 2013 | The World's End                   |                    |
| 2013 | Closed Circuit                    |                    |
| 2013 | Rush                              | Produtor executivo |
| 2014 | The Two Faces of January          |                    |
| 2014 | The Theory of Everything          |                    |
| 2014 | Billy Elliot the Musical Live     |                    |
| 2014 | Trash                             |                    |
| 2015 | We Are Your Friends               |                    |
| 2015 | Everest                           |                    |
| 2015 | Legend                            |                    |
| 2015 | The Danish Girl                   |                    |
| 2015 | The Program                       |                    |
| 2016 | Hail, Caesar!                     |                    |
| 2016 | Grimsby                           | Produtor executivo |
| 2016 | Bridget Jones's Baby              |                    |
| 2017 | Baby Driver                       |                    |
| 2017 | Darkest Hour                      |                    |
| 2017 | Victoria & Abdul                  |                    |
| 2017 | The Snowman                       |                    |
| 2018 | Entebbe                           |                    |
| 2018 | King of Thieves                   |                    |
| 2018 | Johnny English Strikes Again      |                    |
| 2018 | Mary Queen of Scots               |                    |
| 2019 | The Kid Who Would Be King         |                    |
| 2019 | Yesterday                         |                    |
| 2019 | Radioactive                       |                    |
| 2019 | Cats                              |                    |
| 2020 | Emma                              |                    |
| 2020 | The High Note                     |                    |
| 2020 | Rebecca                           |                    |
| 2021 | Cyrano                            |                    |
| 2021 | Last Night in Soho                |                    |
| TBA  | Catherine, Called Birdy           |                    |
| TBA  | Matilda                           |                    |
| TBA  | Robot: Colony 25                  |                    |
| TBA  | The History Keepers               | Produtor executivo |
| TBA  | The Lifeboat                      |                    |
| TBA  | The Little Mermaid                |                    |
| TBA  | The Swimmers                      |                    |
| TBA  | Two Lane Blacktop                 |                    |
| TBA  | What's Love Got to Do with It?    |                    |
| N/A  | Hippie Hippie Shake               |                    |

### Televisão
| Ano     | Título                       | Creditos                              | Notas         |
| ------- | ---------------------------- | ------------------------------------- | ------------- |
| 1992    | Underbelly                   | Produtor executivo                    |               |
| 1992    | Frankie's House              |                                       | Filme para TV |
| 1993    | Spender                      | Produtor executivo                    |               |
| 2003    | About a Boy                  | Produtor executivo                    | Piloto        |
| 2008    | Frontline                    | Produtor executivo                    | Documentário  |
| 2007−10 | The Tudors                   | Produtor executivo                    |               |
| 2011    | Love Bites                   | Produtor executivo                    |               |
| 2011    | The Borrowers                | Produtor executivo                    | Filme para TV |
| 2012    | Birdsong                     | Produtor executivo                    |               |
| 2012    | True Love                    | Produtor executivo                    |               |
| 2013    | Mary and Martha              | Produtor associado Produtor executivo | Filme para TV |
| 2014    | The Secrets                  | Produtor executivo                    |               |
| 2014    | About a Boy                  | Produtor executivo                    |               |
| 2015    | You, Me and the Apocalypse   | Produtor executivo                    |               |
| 2015    | London Spy                   | Produtor executivo                    |               |
| 2013−16 | Yonderland                   | Produtor executivo                    |               |
| 2017    | Gypsy                        | Produtor executivo                    |               |
| 2019    | The Case Against Adnan Syed  | Produtor executivo                    | Documentário  |
| 2019    | Tales of the City            | Produtor executivo                    |               |
| 2020    | The Luminaries               | Produtor executivo                    |               |
| 2019−20 | Hanna                        | Produtor executivo                    |               |
| 2021    | We Are Lady Parts            | Produtor executivo                    |               |
| TBA     | Everything I Know About Love | Produtor executivo                    |               |